# Trận Katzbach
Trận Katzbach diễn ra dọc theo sông Katzbach, phụ lưu của sông Oder, tại Schlesien (Phổ) vào ngày 26 tháng 3 năm 1813, trong chiến dịch Đức thời chiến tranh Liên minh thứ sáu. Dưới sự chỉ huy của thượng tướng kỵ binh Gebhard von Blücher, 95 nghìn quân Phổ-Nga thuộc tập đoàn quân Schlesien đã đánh cho 7 vạn quân Pháp của tập đoàn quân Bober dưới quyền thống chế Jacques MacDonald đại bại. Cùng với thắng lợi của quân đoàn III Phổ tại Großbeeren 3 ngày trước đó, chiến thắng của Blücher trên sông Katzbach đã ngăn chặn Napoléon phát huy thành quả có được từ trận Dresden.

## Bối cảnh
Khi chiến dịch mùa thu năm 1813 bùng nổ ở Đức, hoàng đế Pháp Napolén dẫn tập đoàn quân Bober tấn công tập đoàn quân Schlesien (Phổ–Nga) do thượng tướng kỵ binh Phổ Gebhard von Blücher chỉ huy tại Schlesien và để lại quân đoàn Saint-Cyr phòng giữ Dresden. Thực thi kế hoạch Trachenberg của bộ chỉ huy liên minh (Nga-Áo-Phổ), Blücher chủ động rút lui nhằm tránh đương đầu trực tiếp với Napoléon. Trong khi đó, thống chế Áo Schwarzenberg điều tập đoàn quân Böhmen (Nga-Áo-Phổ) đánh vào Dresden, buộc Saint-Cyr phải cầu viện hoàng đế của mình. Napoléon kéo vệ binh về Dresden để đối phó với Schwarzenberg và chỉ định thống chế Jacques MacDonald làm tư lệnh tập đoàn quân Bober. MacDonald tiếp tục truy kích Blücher cho đến khi quân hai bên chạm mặt nhau vào ngày 26 tháng 8 năm 1813. 

## Tương quan lực lượng
Bên phía Pháp, tập đoàn quân Bober có tổng cộng 10 vạn quân, mặc dù chỉ 7 vạn quân thực sự tham gia trận đánh. Biên chế tập đoàn quân này bao gồm quân đoàn III của tướng Joseph Souham, quân đoàn V của tướng Jacques Lauriston, quân đoàn XI của tướng Maurice Gérard và quân đoàn kỵ binh II của tướng Horace Sébastiani. Bộ binh của MacDonald được tuyển từ Pháp, Ý và Westfalen trong khi kỵ binh của ông rất non kinh nghiệm tác chiến.
Về phía Liên minh, tập đoàn quân Schlesien có quân số gồm 95 nghin22 người, với biên chế bao gồm 3 quân đoàn Nga dưới quyền các tướng Louis de St. Priest, Louis Langeron và Fabian Osten-Sacken và 1 quân đoàn Phổ dưới quyền tướng Johann Yorck von Wartenburg. 

## Trận đánh
Giao tranh bùng nổ vào lúc 12h30 ngày 26 giữa quân Pháp của Gérard và Lauriston với quân Nga của Langeron. Quân tiền vệ của Yorck ngay lập tức xung trận, nhưng do mưa lớn nên không thể bắn thạch cơ điểu thương và bị các pháo đội kỵ binh của Sébastiani đẩy lui. Quân Pháp truy kích về phía Hennersdorf và Langeron triển khai quân dọc theo các ngọn đồi phía trên làng này. Khoảng 14h, sau khi nghe thấy tiếng đạn pháo, MacDonald thân hành vào trận địa. Ông hội ngộ với Souham, người đang tiến quân về Kroitisch - nơi có 1 cây cầu lớn bắc qua sông Katzbach. Trước tình hình đó, Blücher quyết định đánh bật quân Pháp về các dòng sông đang ngập lũ. Ông cùng vương tử Wilhelm động viên tinh thần toàn quân và kêu gọi họ thanh toán địch bằng lưỡi lê thay vì cố bắn trong mưa to gió lớn:
| “                     | Hỡi những chàng trai dũng cảm của tôi, hôm nay là ngày quyết định! Hãy chứng tỏ với đức vua và tổ quốc của các anh rằng lòng can trường của các anh sánh kịp với sự trung kiên của các anh. Hãy chứng tỏ nó, tôi bảo, hãy chứng tỏ nó bằng mũi lê của các anh. Nhìn kìa, đó là quân địch. Giờ thì hãy tiến lên và thể hiện mình là những người Phổ can đảm. | ” |
| — Gerhard von Blücher | |   |

Thực thi thượng lệnh, các đội hình dày đặc của tướng Yorck xông lên đánh giáp lá cà bằng lưỡi lê và báng súng, loại một lượng lớn quân Pháp ra khỏi vòng chiến. Trong khi đó, một sư đoàn bộ binh Pháp do tướng Michel-Sylvestre Brayer chỉ huy và một sư đoàn kỵ binh Pháp do tướng Rémi-Joseph-Isidore Exelmans chỉ huy đã vượt sông Neisse tại Niederweinberg và dàn trận. Yorck tiếp tục tấn công cho đến khi được biết quân Pháp sắp tan rã, rồi sai đại tá Alexander von Wahlen-Jürgass cho kỵ binh trừ bị xung trận. Kỵ binh Phổ bắt được một khẩu đội pháo Pháp nhưng lại bị bộ binh của Brayer chặn đứng. Sau đó, Exelmans xua kỵ binh phản công và đẩy quân của Jürgass về vị trí xuất phát. Một đợt phản công mãnh liệt của 4 tiểu đoàn Phổ từ tuyến thứ hai đã đánh bật kỵ binh của Exelmans trong khi 6 khối kỵ binh Phổ và 4 khối kỵ binh Nga đánh vỗ mặt và bọc sườn trái đối phương, buộc Exelmans phải rút quân chạy xuống thung lũng.
Osten-Sacken đã tiến quân qua Eichholtz và triển khai pháo binh trên cao điểm Tautenberg. Sau đó, Blücher phát lệnh tiến công trên toàn tuyến và thảy kỵ binh trừ bị của mình vào trận. Liên quân Phổ-Nga đã đè bẹp kỵ binh Pháp và buộc Bayer phải rút bộ binh chạy về Kroitisch theo đường Niedercrayn đồng thời bỏ lại mọi đại bác và xe goòng của mình ở chiến địa. Chỉ có một số rất ít các tiểu đoàn bộ binh Pháp rút được khỏi cao nguyên trong trật tự. Cuối chiều hôm đó, Souham mang các sư đoàn của mình vào trận chiến, nhưng cũng bị quân Phổ của Yorck và quân Nga của Osten-Sacken đánh tan chạy. 
Bên cánh trái của Blücher, quân đoàn Nga của Langeron đã bị các quân đoàn II và XI Pháp đuổi khỏi làng Hennersdorf vào khoảng 16h. Sau đó, do không thể phối hợp tác chiến, hai quân đoàn Pháp không tiến được xa hơn. Hiểu được khó khăn của Langeron, Blücher sai Yorck đem lữ đoàn Steinmetz vượt sông Neisse và đánh bọc sườn đối phương. Quân Pháp lại thua phải lùi bước. Khi màn đêm buông xuống, liên quân Phổ-Nga đã giành lại được Hennersdorf, nhưng giao chiến kéo dài cho đến nửa đêm thì mới dứt hẳn.

## Kết cuộc
Trận Katzbach chấm dứt với thắng lợi toàn diện của quân liên minh Phổ-Nga. Tổn thất của quân Pháp trong trận đánh lên đến khoảng 1 vạn người tử trận, bị thương hay bị bắt, cộng thêm khoảng 1 vạn người khác đào ngũ. Trong bản báo cáo cho vua Friedrich Wilhelm III vào ngày 28 tháng 6, tướng Blücher thống kê quân đội ông đã bắt được khoảng 1200–1400 tù binh, trong đó có nhiều sĩ quan. Chưa hết, 36 cỗ đại bác và hơn 100 xe goòng của Pháp cũng được thêm vào danh sách chiến lợi phẩm của liên minh. Không có số liệu cụ thể về thiệt hại của liên quân Phổ-Nga, mặc dù Blücher báo cáo với vua Phổ rằng "có lẽ trước giờ chưa từng có một chiến thắng nào ít đổ máu như thế".
Cùng ngày với trận Katzbach, hoàng đế Pháp Napoléon đích thân đánh Dresden, phá tan được tập đoàn quân Böhmen. Do bị bại trận này, nước Áo tính từ bỏ liên minh chống Pháp. Chẳng bấy lâu sau, tin tức về chiến thắng của Blücher tại Katzbaxh đã xoá tan những nỗi lo của các lãnh đạo liên minh và thổi một sức sống mới cho liên minh này. Do đó, trận Katzbach cùng với những chiến bại của quân Pháp tại Hagelberg (27 tháng 8), Kulm (30 tháng 8) và Dennewitz (6 tháng 9) đã củng cố liên minh chống Pháp và làm mất giá thắng lợi của Napoléon tại Dresden. Ngoài ra, các thắng lợi quân sự này đã làm giảm sự lệ thuộc của Phổ vào Nga và tiếp sức cho yêu sách của Phổ muốn đứng hàng với Áo trong tương quan giữa các quốc gia Đức.